# Bros
Bros (Брос, [brɒs]) — британская музыкальная группа, активная во второй половине 1980-х — начале 1990-х годов.
Группа была основана в 1985 году, менеджером у них был бывший менеджер Pet Shop Boys Том Уоткинс. Название группы — сокращение от слова «Brothers».
Состояла из двух братьев-близнецов Мэтта и Люка Госсов (род. 29 сентября 1968) и Крейга Логана
(род. 22 апреля 1969).
Как пишет музыкальный сайт AllMusic, «на протяжении двух лет, в 1988 и 1989-м, они были самые горячей группой Англии и предметом обожания [девочек]-подростков, записав на свой счёт 8 синглов в первой десятке, среди которых хит номер 1 [в Британии] «I Owe You Nothing»».
Потом пошли проблемы: сначала в январе 1989 года Крейг Логан ушёл из группы, потом появились проблемы с менеджментом, подростки тоже переключились на других мальчиков и других артистов, и последующие релизы группы были уже менее успешными.

## Дискография
- См. «Bros § Discography» в английском разделе.